# Hieracium crispicans
Hieracium crispicans es una especie de planta con flor del género Hieracium, de la familia Asteraceae, orden Asterales.

## Distribución
Hieracium crispicans se distribuye por Suecia.

## Taxonomía
Fue descrita científicamente por (Johanss.) Johanss. Fue publicada en Ark. Bot. 22A(12): 13 (1929).